# يوزورو يوشيمورا
يوزورو يوشيمورا (باليابانية: 吉村 弦) (مواليد 21 مايو 1996) هو لاعب كرة قدم ياباني.

## وصلات خارجية
- يوزورو يوشيمورا على موقع رابطة كرة القدم اليابانية للمحترفين (اليابانية)
- يوزورو يوشيمورا على موقع قاعدة بيانات كرة القدم.إي يو (الإنجليزية)
- يوزورو يوشيمورا على موقع Soccerway.com (الإنجليزية)
- يوزورو يوشيمورا على موقع عالم كرة القدم.نت (الإنجليزية)